# World Games 2017/Teilnehmer (Äthiopien)
| Gelbes Symbol für Goldmedaillen mit stilisierten Olympischen Ringen | Graues Symbol für Silbermedaillen mit stilisierten Olympischen Ringen | Braundes Symbol für Bronzemedaillen mit stilisierten Olympischen Ringen |
| ------------------------------------------------------------------- | --------------------------------------------------------------------- | ----------------------------------------------------------------------- |
| —                                                                   | —                                                                     | —                                                                       |

Äthiopien nahm in Breslau an den World Games 2017 teil. Äthiopien nominierte mit Yared Nigusse Dechassa nur einen Athleten und stellte, neben 14 weiteren Nationen, damit eine der kleinsten Delegationen bei den Spielen.

## Teilnehmer nach Sportarten

### Jiu Jitsu
| Männer                 |               |               |       |                             |       |               |               |               |               |               |
| Yared Nigusse Dechassa | 62 kg Ne-Waza | Jedrzej Loska | 0:100 | Joao Carlos Hiroshi Kuraoka | 0:100 | ausgeschieden | ausgeschieden | ausgeschieden | ausgeschieden | ausgeschieden |